# Suzuki Nobutaka
Nobutaka Suzuki (sinh ngày 12 tháng 9 năm 1983) là một cầu thủ bóng đá người Nhật Bản.

## Sự nghiệp câu lạc bộ
Nobutaka Suzuki đã từng chơi cho Saarbrücken, Eintracht Trier, Shonan Bellmare, Gainare Tottori, Samut Songkhram và Phitsanulok.